# Gerdt Anton Rehnskiöld
Gerdt Anton Rehnskiöld, auch Gerdt Anthon Rehnsköld oder Gerhard Anton Rehnschild, (* 12. April 1610 als Gerdt Antoniison Kewenbringk; † 20. Juli 1658 in Langenschwalbach) war ein schwedischer Regierungs- und Finanzbeamter. Er war Regierungsrat und leitete die Finanzverwaltung in Schwedisch-Pommern.

## Leben
Er entstammte der Ende des 16. Jahrhunderts aus Westfalen nach Schweden eingewanderten Adelsfamilie von Keffenbrinck, die sich dort Kewenbringk schrieb und ins Bürgertum abstieg. Seine Eltern waren der Stockholmer Bürger Antoni Hansson Kewenbringk († 1657) und dessen Frau Catharina Anderssdotter. Er wurde Kammerschreiber in der Rechnungskammer und folgte dem König Gustav II. Adolf im Dreißigjährigen Krieg nach Deutschland. Ab 1632 war er Feldkämmerer der schwedischen Armeen in Deutschland. Von dort wurde er in die schwedischen Handelsniederlassungen in Hamburg, Lübeck und Amsterdam entsandt, um den Nachschub für das schwedische Kriegsheer zu sichern. Der Reichskanzler Axel Oxenstierna schickte ihn 1635 nach Frankreich.
Nach dem Aussterben der pommerschen Greifenherzoge erhielt er 1638 die Aufsicht über die herzoglichen Ämter und Domänen. 1639 wurde er zum Kämmerer für ganz Pommern ernannt. Am 22. August 1639 wurde er in den schwedischen Adelsstand erhoben. Er erhielt den Namen Rehnskiöld (auch Rehnsköld, Rehnschild), obwohl er seinen bisherigen Namen behalten wollte. Für seine Dienste erhielt er die Güter Griebenow, wo er die 15-seitige Schlosskapelle bauen ließ, Willershusen und Hohenwarth in Pommern sowie Stensätra in Södermanland. 1640 wurde er zum Kämmerer, noch im selben Jahr Oberkämmerer für Mecklenburg und 1649 auch für Schwedisch-Pommern ernannt.
1650 wurde er Kammerpräsident, später Reichskammerrat und Regierungsrat der schwedischen Regierung in Pommern. Er musste in Pommern auf der Grundlage alter Verzeichnisse der steuerpflichtigen Hufen ein behelfsmäßiges Besteuerungssystem aufbauen. 1653 war er Kurator der Universität Greifswald. Er starb 1658 in Langenschwalbach, wohin er zur Erholung gereist war. Zunächst wurde er in der Nikolaikirche in Stralsund beigesetzt, später in die Schlosskapelle Griebenow umgebettet.

## Familie
Gerdt Anton Rehnskiöld war dreimal verheiratet. Fast alle Kinder wurde in Stralsund geboren. Seine erste Frau Anna Maria von Holtzendorff († 1640 in Stralsund im Wochenbett) heiratete er 1636. Der Ehe entstammten ein nach einem halben Jahr verstorbener Sohn und die Tochter Christine (* 1640), die den Regierungsrat Hermann von Wolffradt heiratete.
1641 heiratete er Brita Torskeskål, die ihm sechs Söhne und fünf Töchter gebar und ebenfalls im Wochenbett starb. Die Tochter Catharina (* 5. August 1643; † 4. Juli 1671) war mit Peter Appelmann verheiratet, dem Gouverneur der Domänen der Königin. Ihre Schwester Sophia Juliana (* 9. Mai 1648) heiratete Paul Wedig von Borcke, Oberjägermeister in Pommern. Margaretha (* 2. Februar 1655; † 10. Juni 1734) war mit dem Generalmajor Anders Sparrfelt (1645–1730) verheiratet. Der Sohn Johann Adolf (1646–1681) war Hofrat und Staatsminister. Axel (* 12. März 1649 in Hamburg; † 29. Oktober 1677 in Schonen) war schwedischer Oberst und Erbherr in Griebenow. Carl Gustaf (1651–1722) war schwedischer Feldmarschall unter König Karl XII. Die anderen Kinder starben in der Wiege.
Seine dritte Frau heiratete er 1656. Mit Anna Catharina Gärffelt hatte er die Tochter Anna Margaretha (1658–1703), die mit dem Major Philipp Daniel Holmer verheiratet war.